# بيرل جام
بيرل جام (بالإنجليزية: Pearl Jam) هي فرقة روك أمريكية، تشكلت في سياتل، واشنطن عام 1990. ومنذ إنشائها وتشكيلة الفرقة تتألف من إيدي فيدر (الغناء)، مايك مكريدي (الإيتار)، ستون غوسارد (الإيتار الإيقاعي) و‌جيف أمنت (الباص). العضو الخامس في الفرقة هو عازف الطبول مات كاميرون، الذي بقي مع الفرقة منذ عام 1998. وكان بوم غاسبار (البيانو) أيضاً عضو حي (في الجولات) وفي جلسات التسجيل بالفرقة منذ 2002. وعازفي الطبول ديف كروسن، مات تشامبرلين، ديف أبروتزيزي و‌جاك أبرونز جميعهم أعضاء سابقين بالفرقة.
تم تشكيلها بعد زوال فرقة غوسارد وأمنت السابقة موذر لوف بون (بالإنجليزية: Mother Love Bone)، استطاعت بيرل جام أن تشق طريقها في تيار الثقافة الشعبية و‌ثقافة الإعلام عبر أول ألبوم لها، عشرة، في عام 1991.

## قراءة إضافية
- Clark, Martin. Pearl Jam & Eddie Vedder: None Too Fragile (2005). ISBN 0-85965-371-4
- Jones, Allan. Pearl Jam – The Illustrated Story, A Melody Maker Book (1995). ISBN 0-7935-4035-6
- Neely, Kim. Five Against One: The Pearl Jam Story (1998). ISBN 0-14-027642-4
- Prato, Greg. Grunge is Dead: The Oral History of Seattle Rock Music (2009). ISBN 978-1-55022-877-9
- Wall, Mick. Pearl Jam (1996). ISBN 1-886894-33-7

## روابط خارجية
- بيرل جام على موقع IMDb (الإنجليزية)
- بيرل جام على موقع الموسوعة البريطانية (الإنجليزية)
- بيرل جام على موقع ميوزك برينز (الإنجليزية)
- بيرل جام على موقع رولينغ ستون (الإنجليزية)
- بيرل جام على موقع أول ميوزيك (الإنجليزية)
- بيرل جام على موقع ديسكوغز (الإنجليزية)

- الموقع الرسمي